# هيو جون ماكدونالد (سياسي)
هيو جون ماكدونالد هو سياسي كندي، ولد في 11 أبريل 1911 في كندا، وتوفي في 24 يونيو 1998. حزبياً، نشط في الحزب الليبيرالي الألبرتي. وقد انتخب عضو الجمعية التشريعية ألبرتا.